# Správní obvod obce s rozšířenou působností Vodňany
Správní obvod obce s rozšířenou působností Vodňany je od 1. ledna 2003 jedním ze tří správních obvodů rozšířené působnosti obcí v okrese Strakonice v Jihočeském kraji. Čítá 17 obcí.
Město Vodňany je zároveň obcí s pověřeným obecním úřadem, přičemž oba správní obvody jsou územně totožné.

## Seznam obcí
Poznámka: Města jsou vyznačena tučně.
- Bavorov
- Bílsko
- Budyně
- Číčenice
- Drahonice
- Hájek
- Chelčice
- Krajníčko
- Krašlovice
- Libějovice
- Měkynec
- Pivkovice
- Pohorovice
- Skočice
- Stožice
- Truskovice
- Vodňany

## Obyvatelstvo
| Rok  | Obyv.  | ± %    |
| ---- | ------ | ------ |
| 1869 | 15 419 | —      |
| 1880 | 15 673 | +1,6 % |
| 1890 | 14 759 | −5,8 % |
| 1900 | 14 997 | +1,6 % |
| 1910 | 15 222 | +1,5 % |

| Rok  | Obyv.  | ± %     |
| ---- | ------ | ------- |
| 1921 | 15 091 | −0,9 %  |
| 1930 | 14 427 | −4,4 %  |
| 1950 | 12 093 | −16,2 % |
| 1961 | 12 510 | +3,4 %  |
| 1970 | 11 602 | −7,3 %  |

| Rok  | Obyv.  | ± %    |
| ---- | ------ | ------ |
| 1980 | 11 666 | +0,6 % |
| 1991 | 10 931 | −6,3 % |
| 2001 | 10 981 | +0,5 % |
| 2011 | 11 728 | +6,8 % |
| 2021 | 11 640 | −0,8 % |